# Filles de nulle part
 (juillet 2024).
« Filles de nulle part », ou Mei Nü (du chinois : 沒女 ; pinyin : méi nǚ ; en anglais : Nowhere girls), est un néologisme inventé pour décrire les femmes dépourvues d'argent, d'emploi, d'éducation, de perspectives, de style, d'amis ou ne sont pas sophistiquée. La prononciation de « filles de nulle part » est homophone avec « belles filles » (chinois : 美女 ; pinyin : měi nǚ) en chinois mandarin.
Ce terme, qui a de fortes connotations péjoratives, est utilisé pour caractériser les femmes qui refusent de se conformer aux attentes des hommes et sont donc considérées comme peu attrayantes par ces derniers. Il pourrait s'agir d'une calque d'un terme sud-coréen[citation nécessaire]. Il se répand à Hong Kong via la Chine et est popularisé par son utilisation dans une émission de téléréalité intitulée Nowhere Girls, diffusée par Television Broadcasts Limited. Cette émission a suscité de nombreuses discussions publiques sur ce sujet.

## Caractéristiques
Dans l'émission télévisée Nowhere Girls, les femmes sont appelées « filles de nulle part » parce qu'elles sont paresseuses, égoïstes, colérique, grossières avec les autres, démodées et ce bercent d'illusions. Elle ne se conforment pas aux attentes traditionnelles en matière de beauté,, sont chômeuses ou ont des faibles revenus, manquent de compétences sociales, ont tendance à fuir la réalité, centrées sur elles-mêmes, elles nient tout problème les concernant, émotif ou colérique, et dépendantes.

## Causes
Les filles de nulle part ne connaissent pas les mêmes problèmes familiaux que les garçons, ce qui les blesse psychologiquement. En outre, Hong Kong connaît des taux de natalité faibles, ce qui conduit à des familles à enfant unique. Elles deviennent le trésor de leurs parents. Elles sont choyées et gâtées, ce qui affaiblit leurs capacités d'adaptation. En outre, durant l'époque contemporaine, les enfants communiquent moins avec leurs parents, qui sont toujours en déplacement pour le travail, et ils reçoivent donc moins de soutien mental de la part de leurs parents.

## Programme télévisé
Nowhere Girls (chinois : 沒女大翻身) est une émission de téléréalité produite par Television Broadcasts Limited. Elle est diffusée en août 2014 et compte 20 épisodes au total. L'émission se concentre sur sept femmes qui sont décrites comme des « démunies » et chacune d'entre elles est censée représenter l'un des sept péchés capitaux, notamment la paresse, l'égoïsme, la laideur et le fait d'être une immigrée continentale récente, etc. Cette émission suscite une vive controverse car elle est discriminatoire à l'égard des « Mei Nu » et véhiculait des messages erronés - « les relookings, le travail avec des entraîneurs de fitness et des coachs de vie peuvent conduire à une vie meilleure » - à l'intention du public.
On soupçonne également que sept femmes ont été payées pour jouer et que certains incidents ont été mis en scène. En outre, l'émission a nui à l'image professionnelle des psychologues à Hong Kong, car Wong Hoi-man, psychologue clinicien et conseiller invité de Nowhere Girls, a traité des cas de manière inappropriée. Cela a conduit à des malentendus sur les techniques thérapeutiques des psychologues qualifiés.